# Municipio de Washington (condado de Warren, Nueva Jersey)
El municipio de Washington (en inglés: Washington Township) es un municipio ubicado en el condado de Warren en el estado estadounidense de Nueva Jersey. De acuerdo con el censo de 2010, en ese año tenía una población de 6.461 habitantes.

## Geografía
El municipio de Washington se encuentra ubicado en las coordenadas 40°44′57″N 74°58′57″O / 40.74917, -74.98250.

## Demografía
Según la Oficina del Censo en 2000 los ingresos medios por hogar en el municipio eran de $77,458 y los ingresos medios por familia eran $84,348. Los hombres tenían unos ingresos medios de $54,321 frente a los $35,056 para las mujeres. La renta per cápita para la localidad era de $29,141. Alrededor del 3.1% de la población estaba por debajo del umbral de pobreza.